# NGC 7352
NGC 7352 is een asterisme in het sterrenbeeld Cepheus. Het hemelobject werd op 24 september 1829 ontdekt door de Britse astronoom John Herschel.